# Caroline Herschel
Caroline Herschel (alemany: Caroline Lucretia Herschel)  (Hannover, 16 de març de 1750 - Hannover, 9 de gener de 1848) fou una astrònoma d'origen alemany nacionalitzada al Regne Unit, germana del també astrònom William Herschel, que al llarg dels seus quasi 98 anys de vida va descobrir nombrosos cometes, entre altres astres.

## Biografia
Va néixer a Hannover en temps de Jordi II, que reunia sota la seva corona tant els reialmes del Regne Unit com el de Hannover. Nascuda en una família de músics, els seus germans William i Alexander van traslladar-se a Anglaterra per exercir la seva professió. Als 3 anys, Caroline va patir un atac de verola que la va deixar marcada per tota la vida i amb 10 va contreure tifus, gairebé acabant amb la seva vida i que detendria el seu creixement deixant-la amb poc més de 1,20 m d'alçada. El seu pare va decidir donar a les seves filles una educació similar a la que donava als seus fills: lectura, escriptura, aritmètica i música. A Caroline, que era especialment desperta i dotada per la música també li va començar a ensenyar astronomia, ciència a la que era especialment aficionat però la seva mare li va prohibir al pare que la continués educant, ja que la necessitava per ajudar-la a les tasques de la llar i pensava que si no aprenia algun ofici ho tindria difícil per subsistir, donat que tota la família pensava que amb les tares físiques que li havien deixat les malalties no podria casar-se.
Caroline seguí el camí dels seus germans a l'edat de 22 anys quan el seu germà William li va demanar que anés a viure amb ell a Bath per ocupar-se de casa seva i ajudar-lo en el seu treball com a músic. Un cop allà, William li va començar a donar classes de cant i aviat va despuntar com a soprano. Aviat van començar a treballar en l'observació astronòmica. La convivència va durar fins al 1788 any en què William es va casar amb Mary Pitt i va haver de marxar a una altra casa, tot i que el va continuar ajudant en les seves tasques com assistent al observatori.

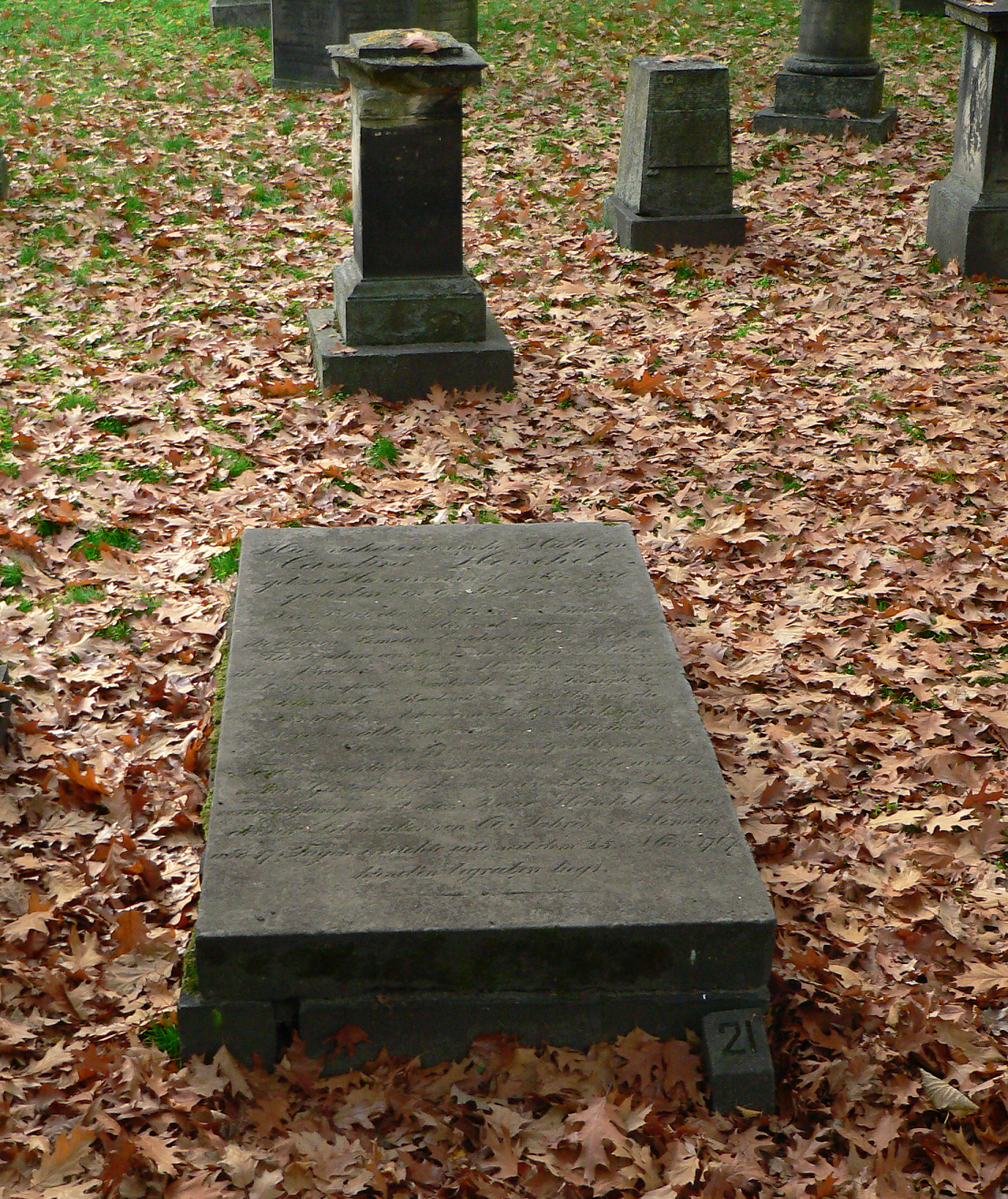
Tomba de Caroline Herschel al cementiri Gartenfriedhof de Hannover.

En morir el seu germà el 1822 i considerant que sense ell la vida a Anglaterra no seria igual, va decidir tornar a Hannover, decisió que va lamentar la resta de la seva vida. Va morir en aquesta ciutat el 1848.

## Treball en astronomia
L'interès de Caroline en l'astronomia va començar pel seu germà William, que ho tenia com un hobby per passar el temps a la nit. Al l'endemà en l'esmorzar explicava el que havia après la nit anterior i d'aquesta manera Caroline es va anar interessant pel tema tant com ell. William va decidir fabricar els seus propis telescopis i va arribar a ser conegut pel seu treball en telescopis d'alt rendiment, en part gràcies a comptar amb el suport de Caroline, que es va passar moltes hores polint miralls i telescopis per tal de maximitzar la quantitat de llum capturada. William li va començar a ensenyar a Caroline aritmètica i geometria, per tal que pogués calcular les posicions dels objectes celestes. També va aprendre a copiar catàlegs astronòmics i altres publicacions i a gravar, reduir i organitzar les observacions astronòmiques del seu germà. Ella va reconèixer que aquest treball li exigia velocitat, precisió i exactitud.

El 1782, William va acceptar el càrrec d'astrònom del rei Jordi III després que les seves observacions del planeta Urà el fessin famós, i es va traslladar a Datchet (Berkshire) i, posteriorment, a l'observatori House prop de Slough (després Buckinghamshire, ara Berkshire). Durant aquest temps William va perfeccionar el disseny del seu telescopi amb la construcció d'una sèrie de dispositius cada vegada més grans, que finalment va acabar amb la del seu famós instrument de 40 peus (12 m) de focal. Caroline va ser la seva constant ajudanta per les seves observacions, a més de realitzar els laboriosos càlculs que implicaven.

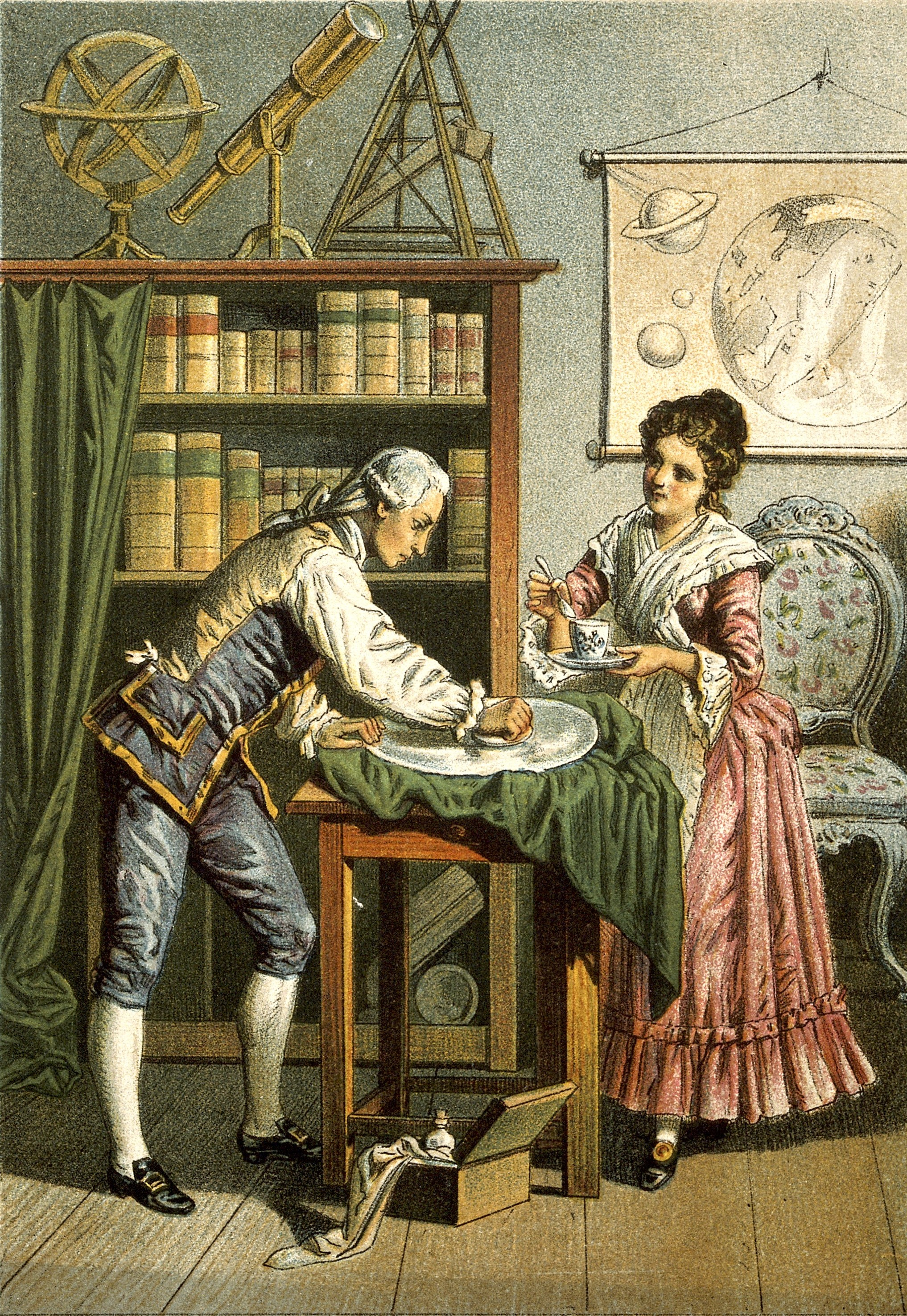
William Herschel i Carolina Herschel polint una lent de telescopi

Al mateix any 1782 Caroline va començar a fer observacions pel seu compte amb l'observació del cel amb un telescopi newtonià de 690 mm de focal i per aquest mitjà va detectar un seguit d'objectes astronòmics durant els anys 1783-1787, entre els quals destaquen un descobriment independent de M110 (NGC 205) al 27 d'agost de 1783, galàxia el·lípticoesferoidal que forma part del Grup Local de galàxies i és satèl·lit de la gran galàxia d'Andròmeda. William Herschel la catalogà el 5 d'octubre de 1784 sota la designació H V.18. Finalment va ser afegida per Kenneth Glyn Jones al catàleg Messier el 1966. Durant 1786-1797 també va descobrir vuit cometes; el seu primer estel el va descobrir l'1 d'agost de 1786, i va tenir una prioritat inqüestionable en el descobriment de cinc estels i redescobriment del cometa Encke el 1795. El 1788, va descobrir el seu segon cometa, el 35P/Herschel-Rigollet, que resultà ser un cometa amb una periodicitat de 150 anys.
L'any 1787 Jordi III li va concedir un sou anual de £ 50 (equivalent a £ 5.700 el 2016) pel seu treball com a assistent del seu germà William. Per primer cop en temps moderns, una dona rebia una retribució per una feina científica, que també li permeté una certa independència econòmica i la convertia en la primera astrònoma professional. Després del matrimoni del seu germà amb Mary Pitt, Caroline va anar a viure sola i va consolidar la seva fama com a astrònoma independent convertint-se en la caçadora de cometes més reeixida de tota Europa informant dels seus descobriments a la Royal Astronomical Society.
El 1797 les observacions de William havien demostrat que hi havia un gran nombre de discrepàncies en el catàleg d'estrelles publicat per John Flamsteed, que era difícil d'usar a causa d'haver-se publicat en dos volums: el catàleg pròpiament dit i un volum d'observacions originals. Carolina va emprendre la tasca d'elaborar un índex encreuat adequat per explorar convenientment aquestes diferències. El catàleg resultant va ser publicat per la Royal Society el 1798 i contenia un índex de totes les observacions de cada estrella feta per Flamsteed, una fe d'errades, i una llista de més de 560 estrelles que no hi havien estat incloses i constava com a única autora a Caroline.

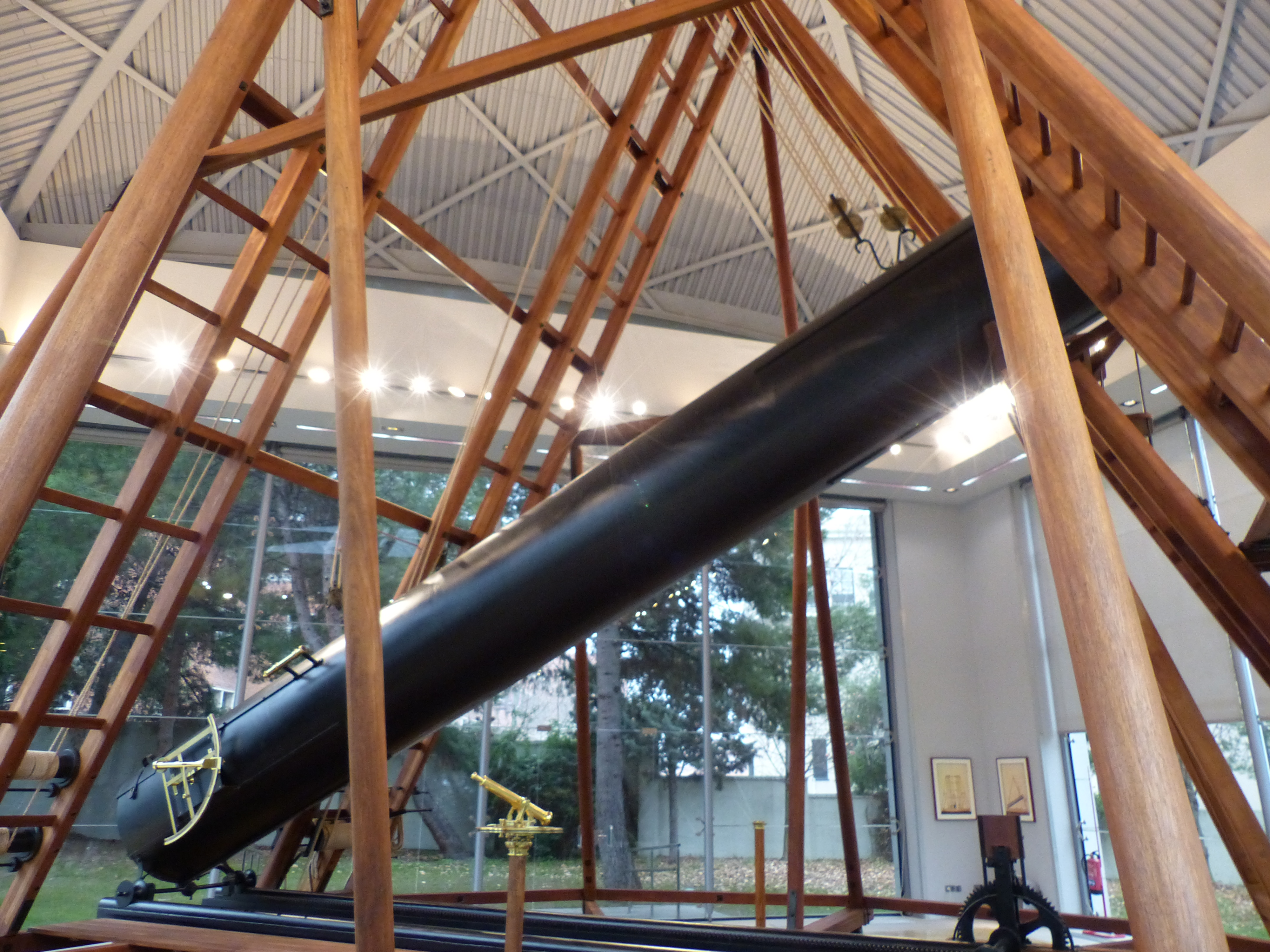
Réplica moderna del telescopi reflector de 40 peus que els Herschel van construir per a l'observatori de Madrid.

A finals del segle xviii els germans Herschel van rebre l'encàrrec de Manuel Godoy, ministre del rei Carles IV d'Espanya, de construir un gran telescopi reflector pel Real Observatorio de Madrid. L'encàrrec es va finalitzar el 1802 i el resultat va ser un telescopi de 60 cm d'apertura i 7,62 metres de distància focal, que va ser destruït el 1808 per l'exèrcit de Napoleó i reconstruït el 2010 a partir dels plànols que s'havien conservat.
Caroline Herschel va poder-se dedicar completament a l'astronomia. Juntament amb el seu germà, va descobrir un miler d'estels dobles. En morir el seu germà William, va tornar a Hannover on va completar els catàlegs iniciats per aquest, catalogà més de dues mil nebuloses i altres objectes del cel profund. A més, en total, va descobrir vuit nous cometes.

## Reconeixements
El 1828, va rebre la medalla d'or de la Royal Astronomical Society, societat de la qual va esdevenir la primera membre honorària femenina, juntament amb Mary Somerville, l'any 1835. El 1838 va ser escollida com a membre de la Reial Acadèmia Irlandesa i posteriorment va rebre la medalla del rei de Dinamarca. També per la seva trajectòria, el 1846 rebé la medalla al mèrit científic del rei de Prússia.
Va morir a punt de fer els 98 anys, i li foren reconegudes les seves aportacions a la ciència en general i a l'astronomia en particular. El seu nebot John Herschel, fill de William Herschel, va prosseguir les observacions iniciades per Caroline Herschel.